# Lissodema cursor
Lissodema cursor es una especie de coleóptero de la familia Salpingidae.

## Distribución geográfica
Habita en Europa.